# Herb gminy Nowe Miasto nad Wartą
Herb gminy Nowe Miasto nad Wartą – symbol gminy Nowe Miasto nad Wartą.

## Wygląd i symbolika
Herb przedstawia na tarczy w polu niebieskim białą basztę z dwoma oknami, trzema otworami strzelniczymi i otwartą bramą, zwieńczona blankami. Jest to historyczny herb miasta.